# Гайны (Свердловская область)
Гайны — деревня в Ачитском городском округе Свердловской области. Управляется Заринским сельским советом.

## География
Гайны расположены преимущественно на правом берегу реки Бисерти, в 11 километрах на юго-восток от посёлка городского типа Ачита.

### Часовой пояс
Гайны, как и вся Свердловская область, находится в часовой зоне МСК+2. Смещение применяемого времени относительно UTC составляет +5:00.

## Население
| 2002 | 2010 | 2021 |
| ---- | ---- | ---- |
| 479  | ↘415 | ↘345 |

## Инфраструктура
В Гайнах 13 улиц: Береговая, Г. Тукая, Заозёрная, Заря, Лесная, Луговая, М. Джалиля, Мира, Молодёжная, Новая, Новая-1, Трактовая и Труда; и три переулка: Клубный, Мира и Школьный.